# Hygronemobius benoisti
Hygronemobius benoisti är en insektsart som beskrevs av Lucien Chopard 1920. Hygronemobius benoisti ingår i släktet Hygronemobius och familjen syrsor. Inga underarter finns listade i Catalogue of Life.